# ¡Scooby!
¡Scooby! (titulada en inglés: Scoob!, estilizada como SCOOB!) es una película animada por computadora en 3D de 2020 con personajes de la franquicia Scooby-Doo. 
La película está dirigida por Tony Cervone, escrita por Kelly Fremon Craig, y cuenta con las voces de Frank Welker, Zac Efron, Will Forte, Amanda Seyfried, Gina Rodriguez, Mark Wahlberg, Kiersey Clemons, Ken Jeong, Tracy Morgan y Jason Isaacs. 
Es un reinicio de la serie de películas Scooby-Doo y la primera película en el universo cinemático de Hanna-Barbera. Animada por Reel FX para Warner Animation Group y HBO Max, la película se estrenó en Estados Unidos el 15 de mayo de 2020 en plataformas digitales de vídeo por demanda, a través Warner Bros.
En HBO Max se estrenó el 26 de junio de 2020 y el 17 de julio se estrenó en los cines abiertos a nivel mundial.
Inicialmente se programó para estrenarse en los cines en la misma fecha, pero el estreno en salas se canceló en respuesta a la pandemia de COVID-19. A pesar de recibir críticas mixtas de los críticos, encabezó las listas de alquileres digitales en su primer fin de semana.

## Sinopsis
Shaggy y Scooby-Doo junto con sus amigos Fred, Daphne y Velma unen sus fuerzas con otros héroes del universo Hanna-Barbera para salvar al mundo de Pierre Nodoyuna y sus maquinaciones.

## Argumento
Shaggy Rogers es un niño solitario que se hace amigo y adopta un perro parlante sin hogar, a quien llama  Scooby-Doo. En la noche de Halloween, Shaggy y Scooby se encuentran con Fred Jones, Daphne Blake y Vilma Dinkley, y juntos se aventuran dentro de una casa embrujada. Los niños se encuentran con un fantasma que capturan y desenmascaran como el ladrón disfrazado Sr. Rigby. Los niños están inspirados para resolver misterios juntos de manera regular como Mystery Inc.
Diez años más tarde, Mystery Inc. decide hacer negocios con el empresario Simon Cowell, pero Shaggy y Scooby están excluidos de los planes. Esa noche, los dos son atacados por pequeños robots llamados Rottens, pero son rescatados por la Furia del Halcón. En el interior, son recibidos por Dee Dee Skyes, quien les presenta a Dinamita, el perro maravilla y al nuevo Halcón Azul, Brian Crown, el hijo de Radley Crown, el Halcón Azul original, que se retiró. Revelan que los Rottens pertenecen al infame súper criminal Pierre Nodoyuna, que quiere capturar a Scooby para sus propios fines que implican recolectar las tres cabezas esqueléticas gigantes de Cerberus.
Fred, Daphne y Velma descubren que Shaggy y Scooby están con Halcón Azul en la Furia del Halcón a través de las redes sociales antes de ser capturados por Nodoyuna. Escapan y se enteran de que Nodoyuna se dirige a la Montaña Messick, donde se encuentra el tercer y último cráneo. Usando una vieja radio, entregan esta información a la Furia del Halcón y son capturados nuevamente por Nodoyuna. Él revela que quiere abrir las puertas al Inframundo para poder rescatar a su perro Patán, que quedó atrapado allí después de que intentaron entrar para robar sus riquezas.
La Furia del Halcón llega cerca de la montaña Messick y se fue diez millas debajo de la superficie donde hay una isla mesozoica escondida. Halcón Azul, Scooby, Dee Dee y Dinamita encuentran que el cráneo está custodiado por el  Capitán Cavernícola, pero Nodoyuna llega y lo toma. Libera a Shaggy, Fred, Daphne y Velma antes de destruir la Furia del Halcón y dañar la Máquina del Misterio. Nodoyuna luego secuestra a Scooby y sale a Atenas, Grecia. El grupo discute, pero Shaggy logra detener la pelea y admite que él tiene la culpa de la captura de Scooby después de dejar que sus propios celos dañen su amistad. Después de dar un discurso inspirador, todos comienzan a trabajar juntos y reconstruyen la Máquina del Misterio usando las partes sobrantes de la Furia del Halcón.
En Atenas, Nodoyuna usa las tres calaveras para descubrir la puerta y la pata de Scooby para abrirla. Cerberus escapa y comienza a causar estragos. Nodoyuna entra por la puerta donde se reúne con Patán y escapan con algunos de los tesoros. El resto de los héroes llegan para luchar juntos contra Cerberus. Velma descubre que para cerrar la puerta, alguien que tenga una conexión cercana con su perro debe cerrarla desde el otro lado. Con la ayuda de los Rottens, logran que Cerberus atraviese la puerta y Shaggy se sacrifica. La pandilla se da cuenta de que hay otra salida que Scooby abre. Shaggy se reúne con la pandilla mientras los Rottens se vuelven contra Nodoyuna y Patán quienes son arrestados.
De vuelta en Playa Venecia la pandilla presenta su nueva sede de Mystery Inc. y celebra con Halcón Azul, Dinamita y Dee Dee, quienes a su vez le dan a la pandilla una nueva máquina de misterio mejorada. La Pandilla del Misterio es inmediatamente llamado por otro caso.
Durante los créditos, la popularidad de la Pandilla del Misterio aumenta y se les ve consultando al Dr. Benton Quest después de dejar a los Rottens bajo su cuidado, Brian y Dinamita forman la Fuerza Halcón con los nuevos miembros Capitán Cavernícola, Mandibulín, La Hormiga Atómica y Gran Simio, y Patán saca a Nodoyuna de la cárcel.

## Reparto
| Actor               | Personaje                                                             |
| ------------------- | --------------------------------------------------------------------- |
| Frank Welker        | Scooby-Doo                                                            |
| Will Forte          | Shaggy Rogers                                                         |
| Iain Armitage       | Shaggy Rogers (joven)                                                 |
| Zac Efron           | Fred Jones                                                            |
| Pierce Gagnon       | Fred Jones (joven)                                                    |
| Amanda Seyfried     | Daphne Blake                                                          |
| Mckenna Grace       | Daphne Blake (joven)                                                  |
| Gina Rodríguez      | Velma Dinkley                                                         |
| Ariana Greenblatt   | Velma Dinkley (joven)                                                 |
| Tracy Morgan        | Capitán Cavernícola                                                   |
| Mark Wahlberg       | Brian / Halcón Azul, el hijo del Halcón Azul original                 |
| Ken Jeong           | Dinamita, el perro maravilla, el compañero de Halcón Azul             |
| Kiersey Clemons     | Dee Dee Sykes, la ayuda de Halcón Azul que pilota la Furia del Halcón |
| Jason Isaacs        | Pierre Nodoyuna                                                       |
| Billy West          | Patán                                                                 |
| Henry Winkler       | Keith                                                                 |
| Christina Hendricks | Oficial Jaffe                                                         |
| Kevin Heffernan     | Oficial Gary                                                          |
| Simon Cowell        | Simon Cowell                                                          |

## Producción

### Desarrollo
El 17 de junio de 2014, Warner Bros. anunció que terminarían la serie de películas de Scooby-Doo con Randall Green escribiendo una nueva película. El 17 de agosto de 2015, Tony Cervone fue contratado para dirigir la película animada con un guion escrito por Matt Lieberman, mientras que Charles Roven y Richard Suckle producirían la película junto con Allison Abbate. Dan Povenmire estaría involucrado en un puesto creativo y sería el productor ejecutivo de la película.
En 2016 CinemaCon, se anunció que el título oficial de la película sería S.C.O.O.B., y trataría sobre Scooby-Doo y la pandilla de La Máquina del Misterio que trabajan para una organización más grande. La película está destinada a conducir a un universo cinemático de Hanna-Barbera.
En septiembre de 2016, se informó que Dax Shepard dirigiría la película junto con Cervone, mientras que él también escribiría el guion junto con Lieberman. En marzo de 2019, se anunció que Shepard ya no era parte del proyecto y fue reemplazado por Kelly Fremon Craig como guionista. 

### Reparto
En marzo de 2019, se reveló que Frank Welker repetiría su papel de Scooby-Doo, mientras que Will Forte, Gina Rodriguez y Tracy Morgan se unieron para interpretar a Shaggy, Velma y Capitán Cavernícola, respectivamente. Más tarde ese mes, Zac Efron y Amanda Seyfried se unieron para darle voz de Fred y Daphne. Matthew Lillard y Gray Griffin, las voces desde hace mucho tiempo de Shaggy y Daphne, respectivamente, afirmaron que no se les había contactado sobre esta decisión. El hecho de que Efron sea la voz de Fred también marca la primera vez que Welker no interpretará al personaje, sin contar las veces que el personaje fue un niño o el que fue interpretado en acción en vivo. En abril, Ken Jeong y Kiersey Clemons se unieron al reparto.

## Estreno
La película estaba programada para ser lanzada por Warner Bros. el 15 de mayo de 2020 en las salas de cine. Sin embargo, debido a la Pandemia de enfermedad de Coronavirus el estreno de la película fue cancelado en cines, y fue lanzada ese mismo día en plataformas digitales de vídeo por demanda. Anteriormente, la película tenía un estreno planeado para el 15 de mayo de 2020. El 17 de julio de 2020 se estrenó en los cines abiertos a nivel mundial.

## Recepción

### Crítica
En Rotten Tomatoes, la película tiene una aprobación de 50% en base a 103 reseñas, con una calificación promedio de 5.32/10. El consenso crítico dice: «Scoob! es suficientemente divertida para los espectadores jóvenes y algunos fanáticos acérrimos, pero nunca logra resolver el misterio de por qué las audiencias no deberían seguir viendo los episodios antiguos».

## Futuro

### Precuela no estrenada
En junio de 2021, Cervone dijo que se estaba desarrollando una continuación de la película. El 22 de diciembre de 2021, HBO Max lanzó un video con un primer vistazo a una película precuela navideña, titulada Scoob! Holiday Haunt, que se lanzaría en el servicio en diciembre de 2022. La película tiene lugar antes de los acontecimientos de la primera película, con Welker y los niños actores de la película anterior retomando sus papeles, mientras que Cervone volvió a escribir la película con Paul Dini y también a producir el proyecto. La película fue codirigida por el director de animación de la primera película, Bill Haller, y Michael Kurinsky, y tuvo un presupuesto de producción de 40 millones de dólares. El 2 de agosto de 2022, Warner Bros. Discovery canceló su estreno, citando medidas de reducción de costos y un reenfoque en películas teatrales en lugar de crear proyectos para transmisión. Cervone afirmaría ese mismo día que el proyecto estaba «prácticamente terminado». Más tarde ese mes, se informó que la película aún estaría terminada, aunque Warner Bros. Discovery no tenía planes de estrenarla. La película se terminó el 4 de noviembre de 2022.